# Joseph L. Mankiewicz
Joseph Leo Mankiewicz (Wilkes-Barre, Pensilvania, 11 de febrero de 1909-Bedford, Nueva York, 5 de febrero de 1993) fue un director de cine, guionista y productor estadounidense. Mankiewicz tuvo una larga carrera en Hollywood y ganó dos veces el Premio Óscar tanto por mejor director como por mejor guion adaptado, por Carta a tres esposas (1949) y All About Eve (1950).

## Biografía
Su padre, Franz Mankiewicz, judío alemán que emigró a los 17 años de Alemania en 1885, llegó a ser en los Estados Unidos un famoso profesor en el New York City College. Enseñó lengua, teología hebrea y educación; además frecuentó la élite cultural de Nueva York. Tuvo tres hijos con una mujer judía proveniente de Curlandia. El mayor, Herman Mankiewicz (n. 1897), sería un importante guionista y productor de cine, autor del guion de la película Ciudadano Kane. Tras su hermana Erna Mankiewicz Stenbuck, nació el hermano menor, Joseph Leo; Franz quiso que todos ellos tuviesen una esmerada formación.
El joven Joseph comenzó la carrera de medicina, en la rama de la psiquiatría, pero la baja puntuación en una asignatura le impidió terminar esos estudios, aunque leería luego mucho psicoanálisis. Por contraste, en 1928 estudió la rama de Arte de la Universidad de Columbia. A los 19 años, una vez terminados los estudios, viajó a Berlín para estudiar, enviado por su padre, pero empezó a aficionarse por el teatro —le entusiasmaron Max Reinhardt, Piscator y Brecht—, y el cine —en aquellos momentos estaba en pleno apogeo la corriente expresionista del cine alemán—. Trabajó como corresponsal del Chicago Tribune y fue traductor de intertítulos para la productora UFA. Fue su única aportación al cine alemán. En 1929, su hermano Herman lo llamó desde Hollywood, donde trabajaba como guionista, así que Joseph, refugiado en París con escasos medios, decidió aceptar la invitación de su hermano e ir a Hollywood.
Los primeros pasos en el cine estadounidense los dio en los estudios Paramount donde su labor fue secundaria y apenas sin relevancia profesional. Poco después, y ya bajo contrato de la Metro-Goldwyn-Mayer, obtuvo su primer éxito profesional al colaborar en el guion del melodrama negro El enemigo público número uno (1934) dirigida por W. S. Van Dyke, película que consiguió el Óscar al mejor guion, aunque el premio fue concedido a Arthur Caesar, ya que fue quien firmó finalmente el guion. Pero aquel primer paso dio resultados positivos, que se consolidaron con otros dos guiones para el mismo director pensados como vehículos para el lucimiento de la actriz Joan Crawford: Cuando el diablo asoma (1934) y Vivo mi vida (1935).
Alentado por su éxito inicial, intentó que Louis B. Mayer lo dejara dirigir sus propios guiones, pero este sopesaba bien la valía de cada uno de sus empleados antes de embarcarlos en un proyecto diferente al que habitualmente desempeñaban. A pesar de que no cedió a sus intentos, Mayer accedió no obstante a nombrarlo productor y desempeñó muy notablemente este cargo entre 1935 y 1942, periodo durante el cual produjo 19 film para MGM, entre los que destacan dos títulos: Furia (1936), dirigida por Fritz Lang, alegato contra la intolerancia y el racismo en una lectura claramente política, e Historias de Filadelfia (1940), una comedia sobre la lucha de sexos dirigida por George Cukor.
Decepcionado por no poder dirigir sus propias películas, Mankiewicz dejó la MGM y se puso al servicio de la 20th Century Fox. En este estudio realizó su ópera prima como director, El castillo de Dragonwyck (1944), dirigiendo a la fascinante Gene Tierney con secundarios del calibre de Jessica Tandy o Vincent Price. En 1947 logró otra obra maestra con la poética El fantasma y la señora Muir, con Gene Tierney, Rex Harrison y una Natalie Wood de ocho años, más una excelente fotografía de Charles Lang y una impagable música de Bernard Herrmann. Aprendió de Ernst Lubitsch, su maestro, que le «enseñó lo que no hay que hacer»
En 1949 estrenó Carta a tres esposas, película donde se pone de manifiesto su interés por la psicología femenina y con la que obtuvo dos premios Óscar, el de mejor guion adaptado y el de mejor dirección; cuenta con las interpretaciones de Kirk Douglas y Linda Darnell en una historia tan innovadora como El crepúsculo de los dioses en cuanto a narrativa fílmica.
El éxito que obtuvo fue refrendado con su siguiente película, uno de los considerados clásicos del séptimo arte, Eva al desnudo (1950), sobre las ambiciones sin piedad en el mundo teatral. Con este film, Mankiewicz obtuvo seis Óscar, entre ellos el de mejor película, mejor dirección y mejor guion adaptado; el éxito de la película hizo que se creara el premio «Sarah Siddons» que él había inventado para el relato.
Luego se sucedieron otras películas destacadas y de muy distinto tipo (de hecho, fue denominado un «director inclasificable»), como Operación Cicerón (1951), con James Mason y Dannielle Darrieux, de espías; un clásico, Julio César (1952), con algunos de los mejores actores de la época en el reparto (Marlon Brando, James Mason, Deborah Kerr, Greer Carson y Louis Calhern); La condesa descalza (1954), sobre el mundo devorador del cine, con la mejor actuación de Ava Gardner hasta ese momento; Ellos y ellas (1955), el único musical que dirigió, y De repente, el último verano (1959), adaptación a la pantalla de una historia de Tennessee Williams. 
Pero llegó lo que Mankiewicz llamaría su «pesadilla»: Cleopatra.
Tras un desastroso prólogo en Londres, pues tuvo que desechar todo el material filmado, en septiembre de 1961 se reinició en Roma el rodaje de la epopeya histórica basada en la vida de la reina egipcia, y cuyo rodaje se prolongó hasta 1963. Fue la primera vez que una actriz (Elizabeth Taylor) cobraba un millón de dólares por su trabajo, lo que encareció el proyecto. Además, desastres de toda índole que rodearon la preparación y el rodaje de la cinta quebrantaron la salud de Mankiewicz, quien necesitó dos años para recuperarse, aunque en medio dirigió una película para la TV. Pese a la espectacularidad de Cleopatra, decepcionó a crítica y público en su estreno, convirtiéndose en uno de los mayores desastres de taquilla de la historia.
En 1967 dirigió Mujeres en Venecia, película que fue recibida fríamente por la crítica y el público; en 1970 realizó su único western, El día de los tramposos. Y en 1972 puso fin a su carrera cinematográfica al filmar la adaptación de la obra teatral de Anthony Shaffer La huella.

Los nuevos directores han cometido un grave error al aprender a hacer cine en escuelas y universidades. Que se cultiven, que lean, que aprendan de Shakespeare, de Molière o de Cervantes, que han sido formidables guionistas.
Joseph Mankiewicz (años 1970)

Mankiewicz pasó sus últimos años de vida retirado en su granja de Willow Pond, rodeado de los recuerdos que guardaba de todas sus películas, y falleció el 5 de febrero de 1993 en Bedford (Nueva York) cuando estaba a punto de cumplir 84 años, a causa de un ataque al corazón.
Licenciado en Historia del Arte y crítico teatral para el New York Times en Berlín, leyó hasta su muerte innumerables libros de psiquiatría, pero Mankiewicz es considerado sobre todo como un gran y culto guionista, experto en adaptaciones literarias (Graham Greene en El americano impasible, William Shakespeare en Julio César, Tennessee Williams en De repente, el último verano (1959) y Anthony Shaffer en La huella). Cuidaba la estructura de sus historias y la caracterización de sus personajes y era un gran director de actores, que llegaba al virtuosismo en los diálogos de sus filmes.

Creo que sinceramente se puede decir que he estado en el comienzo, el ascenso, la cima, la caída y el fin del cine sonoro.
Joseph Mankiewicz

## Filmografía

### Como director
| Título en España                                                           | Título original                               | Año  |
| -------------------------------------------------------------------------- | --------------------------------------------- | ---- |
| El castillo de Dragonwyck                                                  | Dragonwyck                                    | 1946 |
| Solo en la noche                                                           | Somewhere in the Night                        | 1946 |
| Backfire                                                                   | Backfire                                      | 1946 |
| El mundo de George Apley                                                   | The Late George Apley                         | 1947 |
| El fantasma y la señora Muir                                               | The Ghost and Mrs. Muir                       | 1947 |
| Escape                                                                     | Escape                                        | 1948 |
| Carta a tres esposas                                                       | A Letter to Three Wives                       | 1949 |
| Odio entre hermanos                                                        | House of Strangers                            | 1949 |
| Un rayo de luz                                                             | No Way Out                                    | 1950 |
| Eva al desnudo La malvada                                                  | All About Eve                                 | 1950 |
| Murmullos en la ciudad                                                     | People Will Talk                              | 1951 |
| Operación Cicerón Cinco dedos                                              | 5 Fingers                                     | 1952 |
| Julio César                                                                | Julius Caesar                                 | 1953 |
| La condesa descalza                                                        | The Barefoot Contessa                         | 1954 |
| Ellos y ellas                                                              | Guys and Dolls                                | 1955 |
| El americano tranquilo                                                     | The Quiet American                            | 1958 |
| De repente, el último verano De repente, en el verano De repente el verano | Suddenly, Last Summer                         | 1959 |
| Cleopatra                                                                  | Cleopatra                                     | 1963 |
| Canción para otra Navidad                                                  | Carol for Another Christmas                   | 1964 |
| Mujeres en Venecia                                                         | The Honey Pot                                 | 1967 |
| King: a Filmed Record...Montgomery To Memphis                              | King: a Filmed Record...Montgomery To Memphis | 1970 |
| El día de los tramposos                                                    | There Was a Crooked Man...                    | 1970 |
| La huella                                                                  | Sleuth                                        | 1972 |

### Como guionista
- 1929: Fast Company coguionista
- 1930: Slightly Scarlet coguionista
- 1930: Paramount on Parade
- 1931: The Social Lion adaptación
- 1931: Only Saps Work coguionista
- 1931: The Gang Buster
- 1931: Finn & Hattie
- 1931: June Moon coguionista
- 1931: Skippy coguionista
- 1931: Newly Rich coguionista
- 1931: Sooky coguionista
- 1932: This Reckless Age coguionista
- 1932: Sky Bride coguionista
- 1932: Million Dollar Legs guion
- 1932: If I Had A Million (partes de "China Shop", "Three Marines", "Violet") sin acreditar
- 1933: Diplomaniacs coguionista
- 1933: Emergency Call coguionista
- 1933: Too Much Harmony guion
- 1933: Alice In Wonderland coguionista
- 1934: Manhattan Melodrama coguionista
- 1934: El pan nuestro de cada día diálogo
- 1934: Forsaking All Others
- 1935: I Live My Life
- 1944: Las llaves del reino coguionista
- 1946: Dragonwyck
- 1946: Somewhere in the Night coguionista
- 1949: Carta a tres esposas
- 1949: House of Strangers sin acreditar
- 1950: No Way Out coguionista
- 1950: Eva al desnudo
- 1951: People Will Talk
- 1953: Julius Caesar sin acreditar
- 1954: La condesa descalza
- 1955: Guys and Dolls
- 1958: The Quiet American
- 1963: Cleopatra coguionista
- 1967: The Honey Pot

## Premios y nominaciones
Premios Óscar
| Año  | Categoría               | Película               | Resultado |
| ---- | ----------------------- | ---------------------- | --------- |
| 1931 | Mejor guion adaptado    | Skippy                 | Nominado  |
| 1941 | Mejor película          | The Philadelphia Story | Nominado  |
| 1950 | Mejor director          | Carta a tres esposas   | Ganador   |
| 1950 | Mejor guion original    | Carta a tres esposas   | Ganador   |
| 1951 | Mejor director          | Eva al desnudo         | Ganador   |
| 1951 | Mejor argumento y guion | Eva al desnudo         | Ganador   |
| 1951 | Mejor argumento y guion | Un rayo de luz         | Nominado  |
| 1953 | Mejor director          | Operación Cicerón      | Nominado  |
| 1955 | Mejor argumento y guion | La condesa descalza    | Nominado  |
| 1973 | Mejor director          | La huella              | Nominado  |

Sindicato de directores de Estados Unidos
| Año  | Categoría            | Película                                  | Resultado |
| ---- | -------------------- | ----------------------------------------- | --------- |
| 1949 | Carta a tres esposas | Premio al logro excepcional como Director | Ganador   |
| 1951 | Eva al desnudo       | Premio al logro excepcional como Director | Ganador   |
| 1953 | 5 Fingers            | Premio al logro excepcional como Director | Nominado  |
| 1954 | Julius Caesar        | Premio al logro excepcional como Director | Nominado  |
| 1981 |                      | Premio honorífico como miembro vitalicio  | Receptor  |
| 1986 |                      | Premio honorífico a toda su carrera       | Receptor  |

Writers Guild of America
| Año  | Categoría            | Película                              | Resultado |
| ---- | -------------------- | ------------------------------------- | --------- |
| 1950 | Carta a tres esposas | Comedia americana mejor escrita       | Ganador   |
| 1951 | Eva al desnudo       | Comedia americana mejor escrita       | Ganador   |
|      |                      | Drama americano mejor escrito         | Nominado  |
|      | No Way Out           | Premio Robert Meltzer                 | Nominado  |
| 1952 | People Will Talk     | Comedia americana mejor escrita       | Nominado  |
| 1955 | La condesa descalza  | Drama americano mejor escrito         | Nominado  |
| 1956 | Guys and Dolls       | Musical americano mejor escrito       | Nominado  |
| 1963 |                      | Premio Laurel al logro como guionista | Ganador   |

Festival Internacional de Cine de Venecia
| Año  | Categoría            | Resultado |
| ---- | -------------------- | --------- |
| 1987 | León de Oro Especial | Ganador   |

Festival Internacional de Cine de Cannes
| Año  | Categoría              | Película       | Resultado |
| ---- | ---------------------- | -------------- | --------- |
| 1951 | Gran Premio del Jurado | Eva al desnudo | Ganador   |

### Premios Oscar a interpretaciones dirigidas
| Mejor actor             |                   |                       |          |
| 1953                    | Marlon Brando     | Julius Caesar         | Nominado |
| 1963                    | Rex Harrison      | Cleopatra             | Nominado |
| 1972                    | Michael Caine     | La huella             | Nominado |
| 1972                    | Laurence Olivier  | La huella             | Nominado |
| Mejor actriz            |                   |                       |          |
| 1950                    | Anne Baxter       | Eva al desnudo        | Nominado |
| 1950                    | Bette Davis       | Eva al desnudo        | Nominado |
| 1959                    | Katharine Hepburn | Suddenly, Last Summer | Nominado |
| 1959                    | Elizabeth Taylor  | Suddenly, Last Summer | Nominado |
| Mejor actor de reparto  |                   |                       |          |
| 1950                    | George Sanders    | Eva al desnudo        | Ganador  |
| 1954                    | Edmond O'Brien    | La condesa descalza   | Ganador  |
| Mejor actriz de reparto |                   |                       |          |
| 1950                    | Celeste Holm      | Eva al desnudo        | Nominado |
| 1950                    | Thelma Ritter     | Eva al desnudo        | Nominado |